# پارک ورزشی کودنبیث
پارک ورزشی کودنبیث (به انگلیسی: Central Park) یک ورزشگاه فوتبال در بریتانیا است که در فایف واقع شده‌است.